# Tephrosia rugelii
Tephrosia rugelii är en ärtväxtart som beskrevs av Robert James Shuttleworth. Tephrosia rugelii ingår i släktet Tephrosia och familjen ärtväxter. Inga underarter finns listade i Catalogue of Life.